# Europsko prvenstvo u nogometu do 19 godina – Finska 2018.
Europsko nogometno prvenstvo do 19 godina u Finskoj 2018. bilo je 17. Europsko prvenstvo u nogometu do 19 godina (67. Europsko prvenstvo do 18 godina, i juniori su uključeni) u kojoj igraju 
nogometne reprezentacije članice UEFE. 
Finska je odabrana za domaćina u krovnoj organizaciji UEFE 26. siječnja 2015..
Ukupno je nastupilo 8 reprezentetacija, s igračima rođenim na ili poslije 1. siječnja 1999.
Isto kao i prvenstvo prije 2 godine, natjecanje se vodilo i kao kvalifikacije za Svjetsko prvenstvo u nogometu do 20 - Poljska 2019. Najboljih kvalificiralo se na spomenuto svjetsko prvenstvo.